# Agrostis cinna
Agrostis cinna é uma espécie de gramínea do gênero Agrostis, pertencente à família Poaceae.